# Sergio Navarro Masip
Sergio Navarro Masip (El Genovés, 1990) és un jugador de pilota valenciana en la modalitat de raspall.
Als seus com a jugador, va disputar partides de la modalitat d'Escala i Corda. En 2016 va ser finalista del XXX Individual de Raspall.